# Dasygaster confundens
Dasygaster confundens är en fjärilsart som beskrevs av Walker 1869. Dasygaster confundens ingår i släktet Dasygaster och familjen nattflyn. Inga underarter finns listade i Catalogue of Life.